# Bernard Haitink

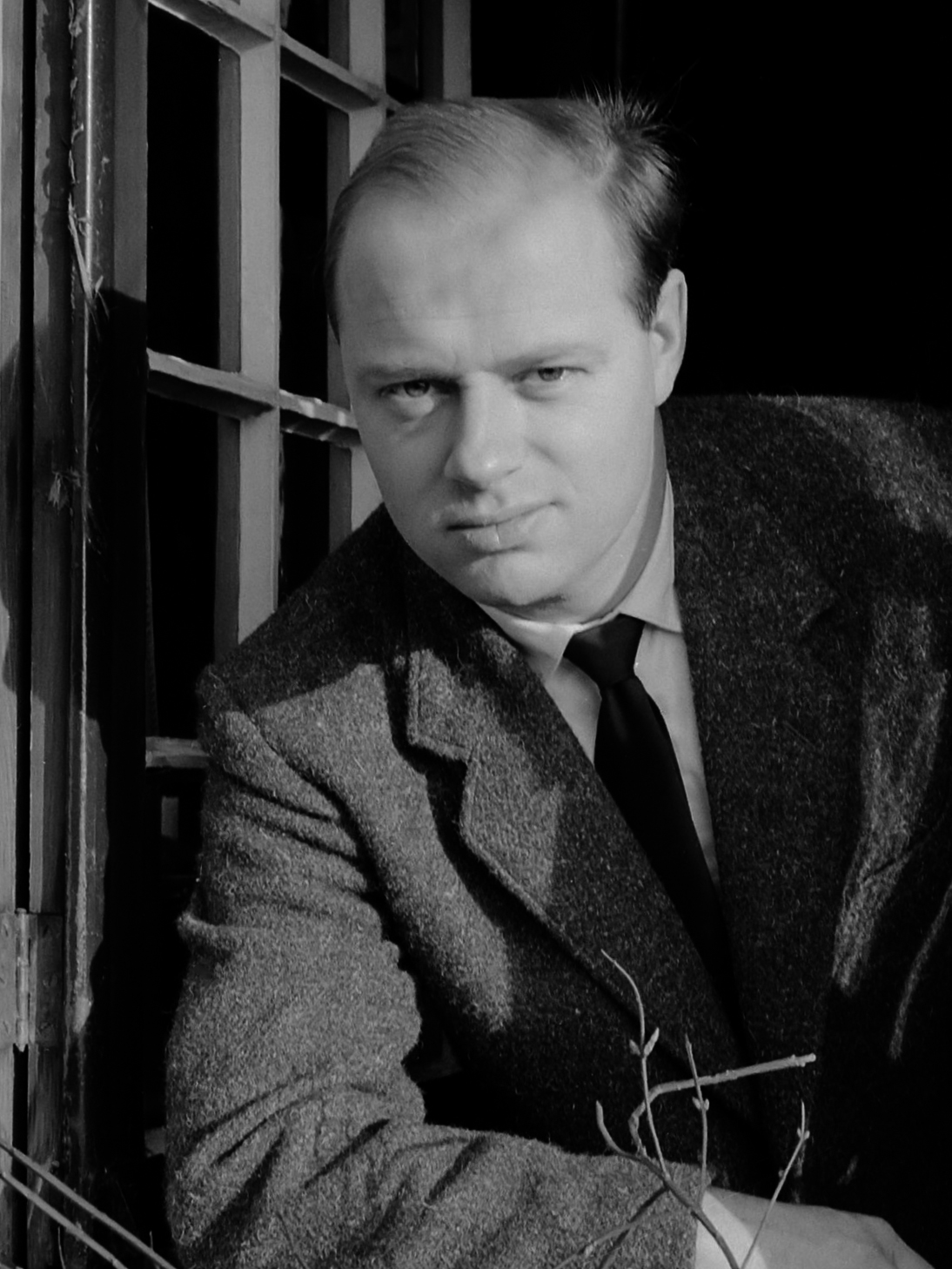
Bernard Haitink in 1959

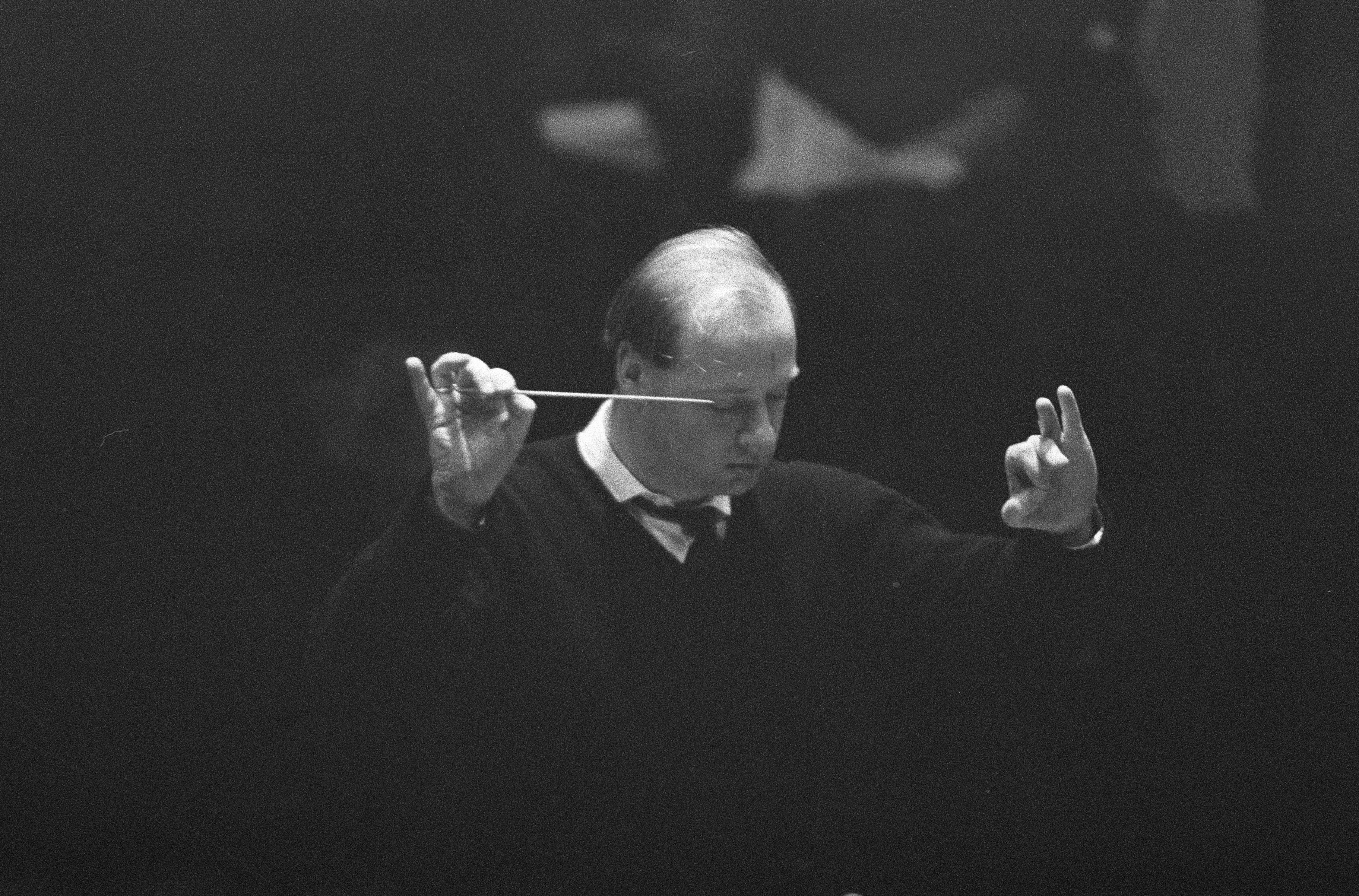
De 31-jarige Haitink repeteert met het Concertgebouworkest, 24 maart 1960

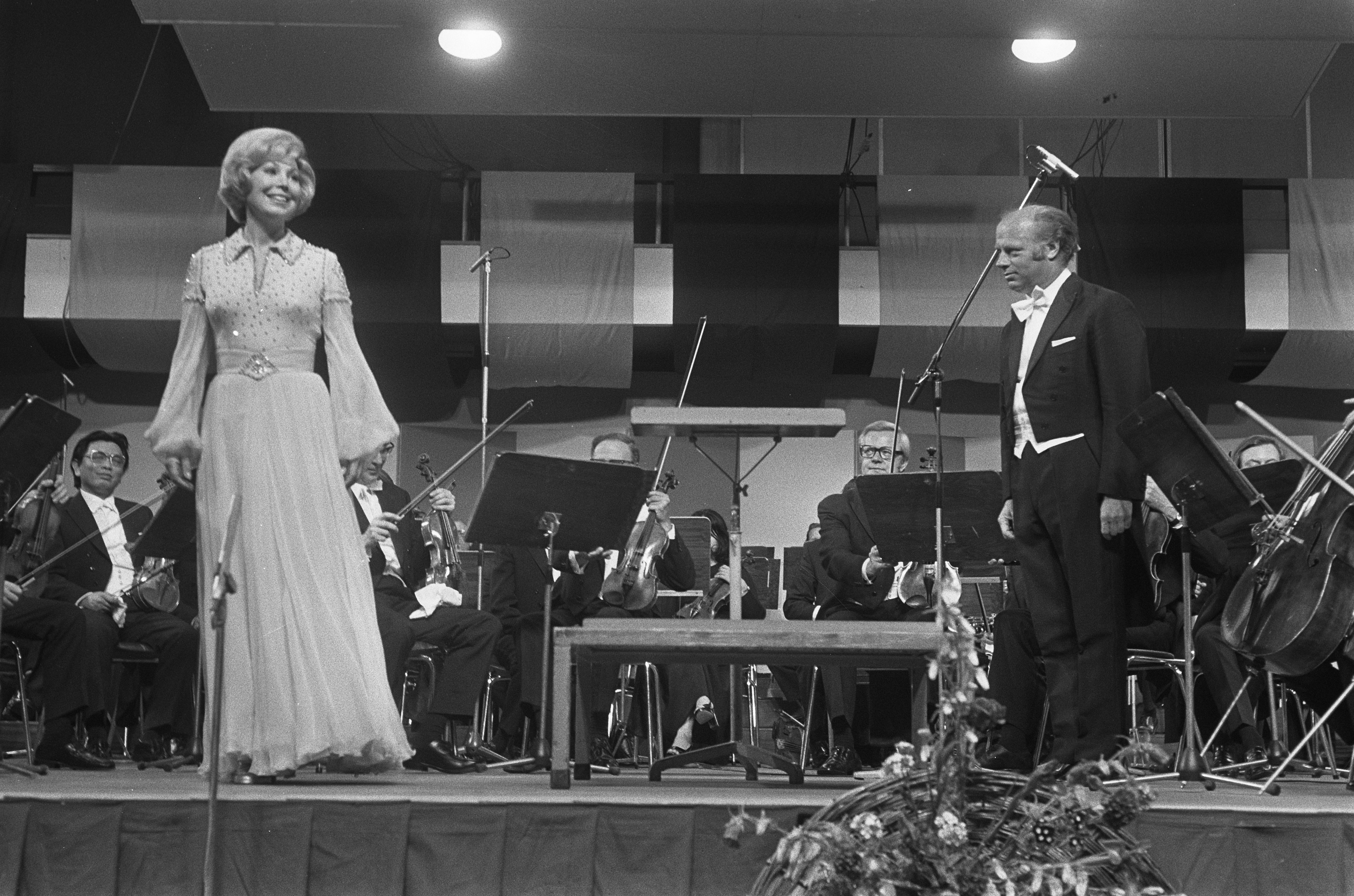
Haitink en Anneliese Rothenberger in 1973

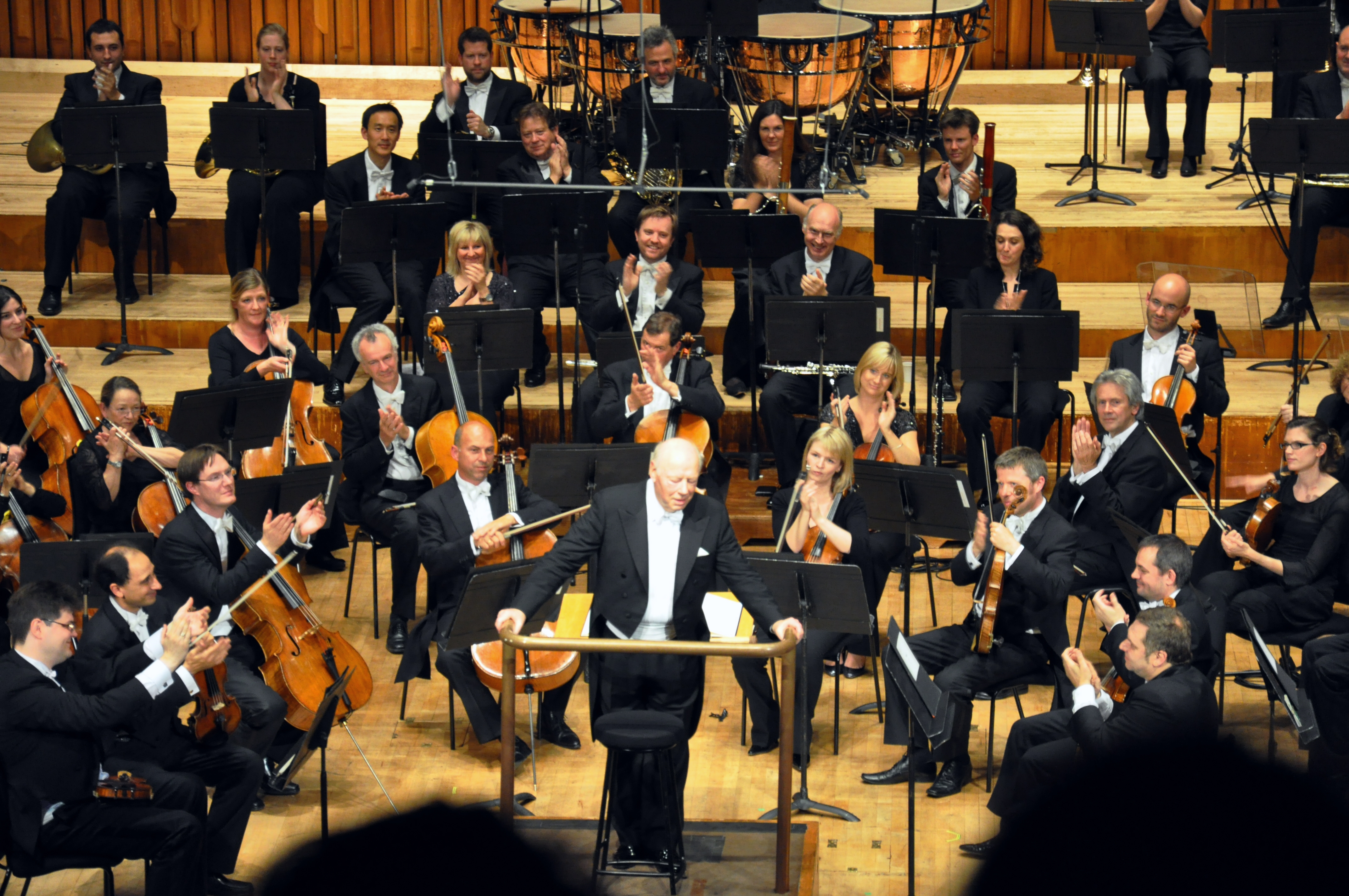
Haitink met het London Symphony Orchestra in 2011

Bernard Johan Herman Haitink (Amsterdam, 4 maart 1929 – Londen, 21 oktober 2021) was een Nederlandse dirigent. In de internationale muziekpers komt hij regelmatig voor in lijstjes van de grootste dirigenten ter wereld. Hij was sinds 1999 eredirigent van het Koninklijk Concertgebouworkest te Amsterdam, waarvan hij chef-dirigent was in de periode 1961-1988.

## Familie
Bernard, die aanvankelijk de roepnaam Herman had, was als lid van de familie Haitink geboren uit het huwelijk tussen mr. Willem Herman Leonard Haitink (1885-1957), directeur van het Amsterdamse Gemeente-Energiebedrijf, en Anna Clara Verschaffelt (1898-1984). Hij trouwde viermaal, de eerste keer in 1956 met Marjolein Snijder. Uit dit huwelijk werden drie dochters en twee zonen geboren.

## Carrière

### Vroege carrière
Bernard Haitink begon op jonge leeftijd met vioolspelen en volgde lessen bij Charles van de Rosière, violist in het Concertgebouworkest. Haitink studeerde viool aan het Amsterdamsch Conservatorium, waar hij tevens orkestdirectie studeerde bij Felix Hupka. In 1954 en 1955 nam hij deel aan de dirigentencursus van de Nederlandse Radio Unie onder leiding van Ferdinand Leitner. Na de tweede cursus werd hij tot dirigent bij de NRU benoemd. Haitink gaf concerten met onder meer het Radio Philharmonisch Orkest en het Omroeporkest. Toen op 8 december 1955 Paul van Kempen, de chef-dirigent van het Radio Philharmonisch Orkest overleed, nam Haitink alle geplande concerten van hem over. Per 1 januari 1957 werd Haitink tot chef-dirigent van dit orkest benoemd.

### Concertgebouworkest
Haitink debuteerde op 7 november 1956 bij het Concertgebouworkest. Nadat op 13 april 1959 de chef-dirigent van het Concertgebouworkest, Eduard van Beinum, plotseling was overleden, werden in 1961 Bernard Haitink en Eugen Jochum samen tot chef-dirigent benoemd. Vanaf 1964 bekleedde Haitink als enige deze positie, tot 1988.
Haitink bouwde de internationale vermaardheid van het Concertgebouworkest flink uit, mede door de vele plaatopnamen en door de internationale tournees. Tegelijkertijd werden nationaal en internationaal de kwaliteiten van Haitink meer en meer gewaardeerd. Dat resulteerde in gastdirecties bij de beste orkesten ter wereld. Van 1967 tot 1979 was Haitink eerste dirigent van het London Philharmonic Orchestra en van 1978 tot 1988 music director van het Glyndebourne Music Festival.
In eigen land dirigeerde Haitink een uitgebreid en gevarieerd repertoire, waarin ook de eigentijdse muziek niet ontbrak. Ook toonde hij een bijzondere affiniteit met Franse muziek van onder anderen Debussy en Ravel. Toch was zijn reputatie grotendeels gebaseerd op zijn vertolkingen van de muziek der grote meesters van de Duits-Oostenrijkse school uit de classicistische en vooral de laatromantische periodes (Beethoven, Schubert, Brahms, resp. Bruckner, Mahler, Strauss).

### Aktie Notenkraker
Hij werd aan het eind van de jaren zestig door sommigen beschouwd als de voornaamste exponent van het in hun ogen conservatieve programmabeleid van het Concertgebouworkest, maar het streven om Bruno Maderna naast Haitink aan te stellen voor het dirigeren van experimentele muziek haalde het niet. In 1969 kwam het tot acties onder de naam Aktie Notenkraker door een groep componisten met als voornaamste vertegenwoordigers Jan van Vlijmen, Misha Mengelberg, Reinbert de Leeuw, Louis Andriessen en Peter Schat, gesteund door de schrijvers Harry Mulisch en Hugo Claus. Om hun eisen voor een vooruitstrevender en democratischer programmabeleid kracht bij te zetten, verstoorden ze op 17 november 1969 een door Haitink geleid concert. Zij probeerden hem tot een openbare discussie te bewegen, maar werden de zaal uitgewerkt door suppoosten en concertbezoekers, die voor het merendeel Haitinks kant hadden gekozen. Het geplande fluitconcert van Johann Joachim Quantz werd echter niet meer ten gehore gebracht, zodat de verstoring wel doel had getroffen. 

### Jaren zeventig en tachtig
Naar aanleiding van de acties kwam er meer openheid van de kant van het Concertgebouworkest en wat meer aandacht voor eigentijdse muziek, maar het beleid onderging geen radicale veranderingen. Wel werd de verdeling van de programmering veranderd, waarbij oude muziek (ook die van de klassieke periode werd daaronder gerekend) in toenemende mate werd toevertrouwd aan specialisten als Nikolaus Harnoncourt en er speciale series kwamen voor eigentijdse muziek. Het repertoire voor Haitink werd daarbij steeds meer beperkt tot het grote symfonische werk uit de 19e en vroege 20e eeuw.    
In 1979-1981 was de Rus Kirill Kondrasjin, die als Sovjet-balling in Nederland leefde, als vaste dirigent naast Haitink aangesteld bij het Concertgebouworkest. Haitink verklaarde later dat het vooral Kondrasjin was die hem had gebracht tot de muziek van Dmitri Sjostakovitsj, van wie hij de complete reeks symfonieën heeft opgenomen met het Concertgebouworkest en het London Philharmonic Orchestra. Met laatstgenoemd orkest registreerde hij in de jaren vanaf 1984 ook het volledig symfonisch oeuvre van Ralph Vaughan Williams.
Haitink was naast zijn werk in Londen en Amsterdam ook een veelgevraagd gastdirigent van orkesten als de Berliner Philharmoniker, waar hij in 1964 debuteerde, en de Wiener Philharmoniker, die hij vanaf 1972 meer dan honderd keer dirigeerde. Met beide orkesten maakte hij ook diverse plaatopnamen.
Begin jaren tachtig werd de overheidssubsidie van het Concertgebouworkest ernstig bedreigd, waardoor 23 musici hun baan dreigden te verliezen. Haitink kondigde toen zijn vertrek aan als deze plannen zouden doorgaan. Uiteindelijk werd er niet gekort op de subsidie en bleef hij nog een aantal jaren bij het orkest.

### 1988 en daarna
In 1987 was Haitink music director van het Londense Royal Opera House Covent Garden geworden, waarna hij in 1988 het chef-dirigentschap van het Concertgebouworkest beëindigde. Hij werd opgevolgd door Riccardo Chailly. Het afscheid van het Amsterdamse ensemble verliep niet zonder strubbelingen. Er was een diepgaand conflict tussen Haitink en de toenmalige orkestdirectie. Pas in 1999 werd de verstandhouding genormaliseerd en sindsdien heeft Haitink weer met regelmaat voor het orkest gestaan, met de titel "eredirigent". Hij bleef tot 1998 aan Covent Garden verbonden. Sindsdien vervulde Haitink minder langdurige chef-dirigentschappen bij de Sächsische Staatskapelle Dresden (2002-2004) en het Chicago Symphony Orchestra (2006-2010).
Op 7 november 2006 herdacht het Koninklijk Concertgebouworkest met een galaconcert onder zijn leiding ('Goud voor Haitink') de dag waarop hij vijftig jaar eerder voor het eerst voor dit orkest stond. Op het programma stonden twee werken van Gustav Mahler: de Vierde symfonie (met de sopraan Christine Schäfer) en Das Lied von der Erde (gezongen door de alt Anna Larsson en de tenor Robert Dean Smith).
Op 6 september 2014 werd Haitinks zestigjarig dirigentenjubileum gevierd met een concert in de NTR-Zaterdagmatinee in het Koninklijk Concertgebouw. Haitink dirigeerde zijn eerste orkest van toen, het Radio Filharmonisch Orkest, in onder meer Wagners Tristan-Vorspiel, dat hij ook in 1954 had gedirigeerd, en de Vierde symfonie van Mahler.
Hij kondigde aan na het seizoen 2018-19 een sabbatical te nemen, maar in juni 2019 maakte hij bekend dat hij in september 2019 definitief zou stoppen met dirigeren. Zijn laatste concert vond plaats op 6 september 2019 in Luzern met de Wiener Philharmoniker.
Haitink overleed, omringd door zijn familie, op 21 oktober 2021 in Londen. Hij is 92 jaar geworden.

## Karakteristiek
Kenmerkend voor zijn stijl van dirigeren is de wijze waarop hij grote muzikale spanningsbogen wist te realiseren en zowel aan de grote lijn als aan details in de muziek evenwichtig aandacht schonk.
Haitink had een uitgebreid repertoire. Hij maakte plaatopnamen van (onder meer) alle symfonieën van Beethoven, Brahms, Bruckner, Mahler, Schumann, Sjostakovitsj, Tsjaikovski en Vaughan Williams. Hij is verder bekend door zijn interpretaties van composities van Franse componisten als Ravel en Debussy. Tijdens het jaarlijkse Glyndebourne Festival dirigeerde hij vele opera's van Mozart, veelal gevolgd door opnamen van deze producties. Ook zijn interpretaties van werken van Richard Strauss behoren tot de hoogtepunten van zijn loopbaan. Haitink maakte ook opnamen met de Berliner Philharmoniker, de Wiener Philharmoniker, het Symphonieorchester des Bayerischen Rundfunks en het Boston Symphony Orchestra.

## Onderscheidingen

### Ridderorden
- 1969: Officier in de Orde van Oranje-Nassau (Nederland)
- 1972: Ridder in de Orde van Kunsten en Letteren (Frankrijk)
- 1977: Officier in de Kroonorde (België)
- 1977: Ridder-Commandeur in de Orde van het Britse Rijk (Verenigd Koninkrijk)
- 1988: Commandeur in de Orde van Oranje-Nassau (Nederland)
- 2000: Eremedaille voor Kunst en Wetenschap van de Huisorde van Oranje (Nederland)
- 2002: Lid van de Orde van de Eregezellen (Verenigd Koninkrijk)
- 2017: Commandeur in de Orde van de Nederlandse Leeuw (Nederland)

### Andere eerbewijzen
- 1988: Gouden Medaille van de Stad Amsterdam
- 1991: Erasmusprijs
- 2004: Grammy Award in de categorie "Best Opera Recording" voor Jenůfa van Janáček met het Royal Opera House in Londen.
- 2007: Prijs van de Vereniging van Schouwburg- en Concertgebouwdirecties voor zijn uitvoering van de opera Pelléas et Mélisande van Debussy.
- 2009: Grammy Award in de categorie "Best Orchestral Performance" voor de opname van de 4e symfonie van Sjostakovitsj met het Chicago Symphony Orchestra.
- 2008: Als eerbetoon werd de grote zaal van het nieuwe onderkomen van het Conservatorium van Amsterdam aan het Oosterdok naar Haitink vernoemd.
- 2016: Edison Klassiek Oeuvreprijs 2016.

## Over Bernard Haitink
- Simon Mundy: Bernard Haitink. A Working Life. Robson, London, 1987, 191 p. ISBN 08-6051445-5 / ISBN 978-08-6051445-9
  - Nederlandse vertaling: Bernard Haitink. Sijthoff, Amsterdam, 1988, 243 p. ISBN 90-2183845-1 / ISBN 978-90-2183845-8
- Paul Korenhof (red.): Bernard Haitink. Liber amicorum. Anthos, Amsterdam, 1999, 335 p. ISBN 90-4140341-8 / ISBN 978-90-4140341-4
- Jan Th.M. Bank, Emile Wennekes: De klank als handschrift: Bernard Haitink en het Concertgebouworkest. Meulenhoff, Amsterdam, 2006, 263 p. ISBN 90-2907856-1 / ISBN 978-90-2907856-6. Bernard Haitink heeft zich van dit boek gedistantieerd.[6]
- Niek Nelissen: Als je het een beroep kunt noemen. Gesprekken met Bernard Haitink over zestig jaar dirigeren. THOTH, Bussum, 2014, 253 p. ISBN 978-90-6868647-0
- Peter Hagmann, Erich Singer: Bernard Haitink. "Dirigieren ist ein Rätsel" - Gespräche und Essays. Bärenreiter-Henschel, Kassel, 2019, 183 p. ISBN 978-37-6182091-9

## Dvd
| Dvd's met hitnoteringen in de Nederlandse Music Top 30 | Datum van verschijnen | Datum van binnenkomst | Hoogste positie | Aantal weken | Opmerkingen                        |
| ------------------------------------------------------ | --------------------- | --------------------- | --------------- | ------------ | ---------------------------------- |
| Mahler kerstmatinees                                   | 2006                  | 25-11-2006            | 20              | 2            | met Koninklijk Concertgebouworkest |